# 张灼华
张灼华（1963年9月—），男，汉族，湖南长沙人，中华人民共和国生物学家，中国农工民主党党员，第十三届全国人民代表大会湖南地区代表。

## 生平
1980年，考入湖南医学院。1989年7月，张灼华毕业于湖南医科大学，获医学遗传学专业硕士。
1991年7月，赴美学习，1995年7月，获得美国加州大学圣地亚哥分校分子病理学专业博士学历。1995年8月至1996年7月，张灼华在美国拉荷亚过敏和免疫学研究院做分子与细胞生物学博士后研究。1996年7月，晋升副教授，1998年12月晋升教授，2001年，聘为长江学者特聘教授。1998年12月，张灼华任湖南医科大学医学遗传学国家重点实验室教授、副主任。
2003年3月至2006年12月，任中南大学医学遗传学国家重点实验室教授兼主任。2007年1月，出任中南大学医学遗传学国家重点实验室主任。2008年9月，张灼华任中南大学校长助理，2010年12月，升任中南大学副校长。
2016年，担任南华大学校长。2018年2月24日，当选为第十三届全国人大代表。同年担任中国人民政治协商会议湖南省委员会副主席。